# Pteris sumatrana
Pteris sumatrana là một loài dương xỉ trong họ Pteridaceae. Loài này được Baker mô tả khoa học đầu tiên năm 1881.
Danh pháp khoa học của loài này chưa được làm sáng tỏ. 